# منظمة المتطوعون الأستراليون الدولية
منظمة المتطوعون الأستراليون الدولية (الاختصار AVI)  هي منظمة غير ربحية تقوم بتوظيف متخصصين مهرة من أستراليا للعمل مع المنظمات الشريكة في آسيا والمحيط الهادئ وأفريقيا والشرق الأوسط. يركز عملها على الحد من الفقر، وتعزيز حقوق الإنسان والمساواة بين الجنسين، وزيادة فرص الحصول على التعليم والخدمات الصحية وحماية البيئة.
وفي السنوات الخمسين الماضية، وضعت المنظمة  أكثر من 6000 متطوع وموظفين ميدانيين آخرين في 70 دولة.

## الهدف والوظيفة
إن منظمة المتطوعون الأستراليون الدولية لديها رؤية لعالم سلمي وعادل، حيث يستطيع جميع الناس الحصول على الموارد التي يحتاجون إليها، والفرصة لتحقيق إمكاناتهم، والحق في اتخاذ القرارات حول نوع التنمية التي يريدونها والمشاركة في مستقبل مجتمعاتهم.
ومن خلال برنامج تطوع المنظمة، يعيش الأستراليون المهرة ويعملون مع المنظمات والمجتمعات المحلية، ويتبادلون مهاراتهم ويبنون علاقاتهم مع السكان المحليين ويتلقون الدعم بما في ذلك أجور السفر وبدل المعيشة والتأمين.
تقدم المنظمة أيضا مجموعة من مشاريع التنمية التي تركز على الناس. تدير برنامج قصير المدى للشباب الأستراليين ومجموعة من الخدمات المهنية للمنظمات الأسترالية بما في ذلك التوظيف الدولي والتدريب على الفعالية الثقافية.
يتم تمويل برامج المنظمة من قبل الحكومة الأسترالية من خلال وزارة الشؤون الخارجية والتجارة والوكالات الحكومية والشركات الأخرى والتبرعات من المجتمع الأسترالي.

## التاريخ
سافر أول متطوع، هيربرت فيث إلى جاكرتا في إندونيسيا عام 1951، حيث واجه التحدي للعمل جنبا إلى جنب مع الإندونيسيين كمترجم بينما تعاملت البلاد مع قضايا الاستقلال. ساعدت رحلته في إنشاء برنامج الخريجين المتطوعين إلى إندونيسيا.
وفي عام 1961، أصبح برنامج الخريجين المتطوعين مكتب الخدمات الخارجية، وهي منظمة مع جيم ويب المدير المؤسس لها. وفي عام 1963، أطلق المكتب برنامجا يسمى المتطوعون الأستراليون في الخارج وبدأ أول 14 متطوعا أستراليا في المهام في بابوا غينيا الجديدة وجزر سليمان وتنزانيا ونيجيريا. وفي عام 1999، غيرت إسمها إلى منظمة المتطوعون الأستراليون الدولية.
تخضع المنظمة لمجلس الإدارة والمدير التنفيذي بول بيرد وفريق الإدارة العليا.